# ماتياس لابا
ماتياس لابا (بالإسبانية: Matías Laba) هو لاعب كرة قدم أرجنتيني في مركز الوسط، ولد في 11 ديسمبر 1991 في بوينس آيرس في الأرجنتين. شارك مع منتخب الأرجنتين تحت 20 سنة لكرة القدم. أما مع النوادي، فقد لعب مع أرجنتينوس جونيورز وفانكوفر وايتكابس ونادي تورونتو.

## وصلات خارجية
- ماتياس لابا على موقع الدوري الأمريكي (الإنجليزية)
- ماتياس لابا على موقع قاعدة بيانات كرة القدم.إي يو (الإنجليزية)
- ماتياس لابا على موقع Soccerbase.com (لاعب) (الإنجليزية)
- ماتياس لابا على موقع Soccerway.com (الإنجليزية)
- ماتياس لابا على موقع عالم كرة القدم.نت (الإنجليزية)
- ماتياس لابا على موقع AS.com (الإسبانية)